# Carex capillacea
Carex capillacea är en halvgräsart som beskrevs av Francis M.B. Boott. Carex capillacea ingår i släktet starrar, och familjen halvgräs.

## Underarter
Arten delas in i följande underarter:
- C. c. capillacea
- C. c. sachalinensis